# Nicola Mancino
Nicola Mancino (Montefalcione, 1931. október 15. –) olasz jogász, politikus, 1992 és 1994 között belügyminiszter, 1996-tól 2001-ig az olasz Szenátus elnöke, 1999-ben rövid ideig Olaszország ideiglenes elnöke.

## Élete
Nicola Mancino 1931-ben született a Campania régióban található Montefalcione településen, édesapja vasutasként dolgozott. Nicola jogi diplomát szerzett a Nápolyi II. Frigyes Egyetemen, ezután rövid ideig jogászként dolgozott, majd hamarosan a politika felé fordult. Az Olasz Kereszténydemokrata Pártnak tagja, majd megyei és regionális titkára lett. 1971-től 1972-ig, majd 1975-től 1976-ig Campania régió elnöke volt.
1976 és 2006 között 30 éven át volt az olasz Szenátus képviselője az Olasz Kereszténydemokrata Párt, majd az Olasz Néppárt, később a Margaréta-párt színeiben. 1984-től 1992-ig a kereszténydemokraták frakcióvezetője is volt. 1992 és 1994 között Giuliano Amato, majd Carlo Azeglio Ciampi kormányának belügyminisztere volt, nevéhez fűződik a gyűlölet-bűncselekmények visszaszorítására meghozott jogszabály, amely Mancino-törvényként lett ismert. Miniszteri kinevezésekor, két héttel annak meggyilkolása előtt találkozott Paolo Borsellino bíróval, a találkozót azonban tagadta. Az ügy kapcsán, illetve az állam és a maffia közötti tárgyalásokkal kapcsolatban később hamis tanúzással és bizonyítékok visszatartásával is megvádolták, a bíróság azonban 2018-ban felmentette.
1996-tól 2001-ig a Szenátus elnöki tisztségét is betöltötte, 1999 májusában Oscar Luigi Scalfaro mandátumának vége és Carlo Azeglio Ciampi hivatalba lépése között három napra Olaszország ideiglenes elnöke is volt. 2006 és 2010 között a Legfelsőbb Bírói Tanács alelnöke volt. 2010-ben visszavonult a közélettől.

## Fordítás
Ez a szócikk részben vagy egészben  a   Nicola Mancino című olasz Wikipédia-szócikk ezen változatának fordításán alapul.  Az eredeti cikk szerkesztőit annak laptörténete sorolja fel. Ez a jelzés csupán a megfogalmazás eredetét és a szerzői jogokat jelzi, nem szolgál a cikkben szereplő információk forrásmegjelöléseként.
| Elődje: Oscar Luigi Scalfaro | Az Olasz Köztársaság elnöke (ideiglenes) 1999. május 15. – 1999. május 18. | Utódja: Carlo Azeglio Ciampi |